# Alectryon tropicus
Alectryon tropicus là một loài thực vật có hoa trong họ Bồ hòn. Loài này được (Reynolds) Reynolds mô tả khoa học đầu tiên năm 1987.